# Dodder
Die Dodder (irisch: An Dothra, englisch River Dodder, vermutlich vorkeltisch als Fluss) ist ein Fluss in Irland.

## Verlauf

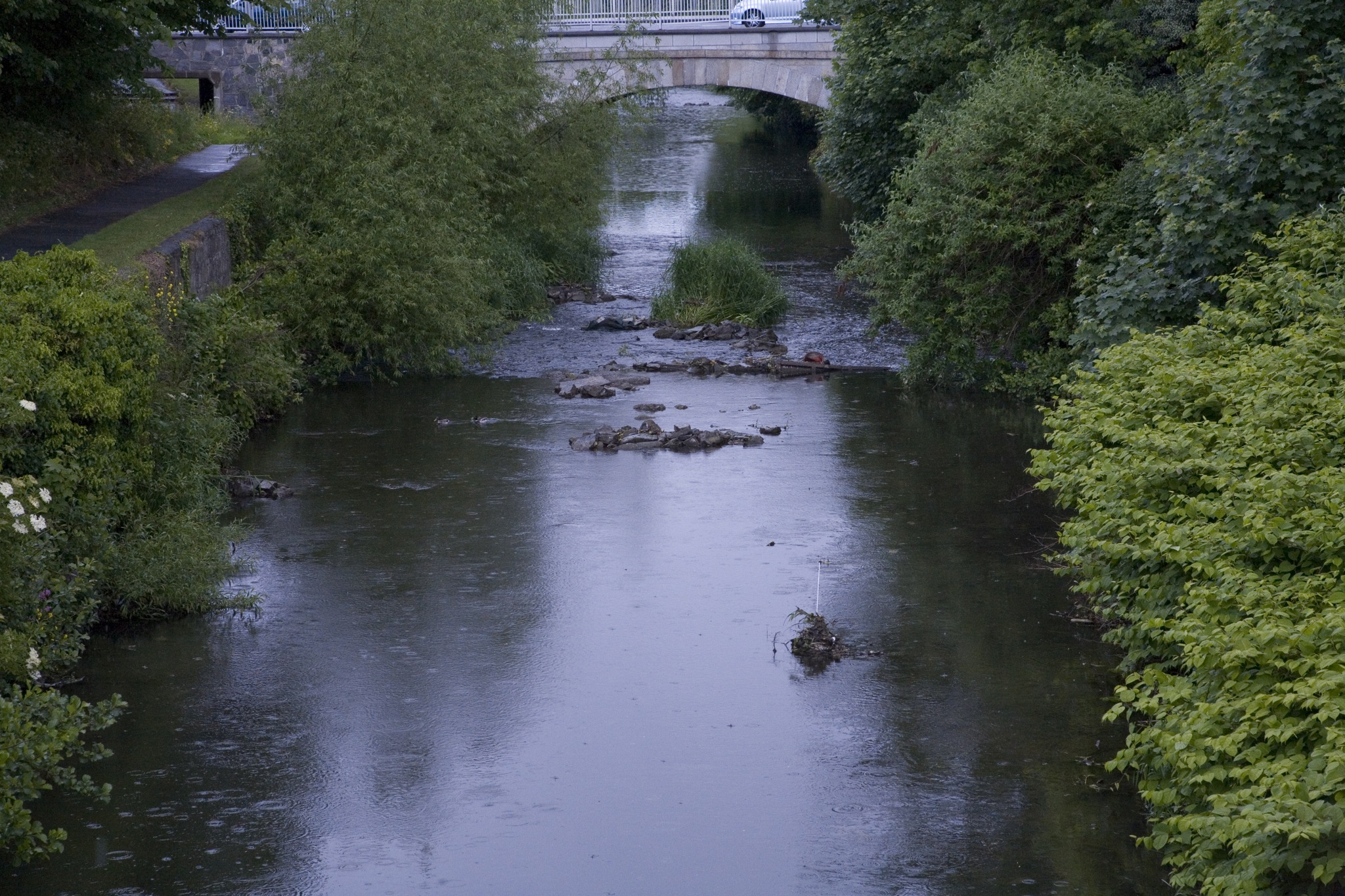
Dodder in Dublin 2007

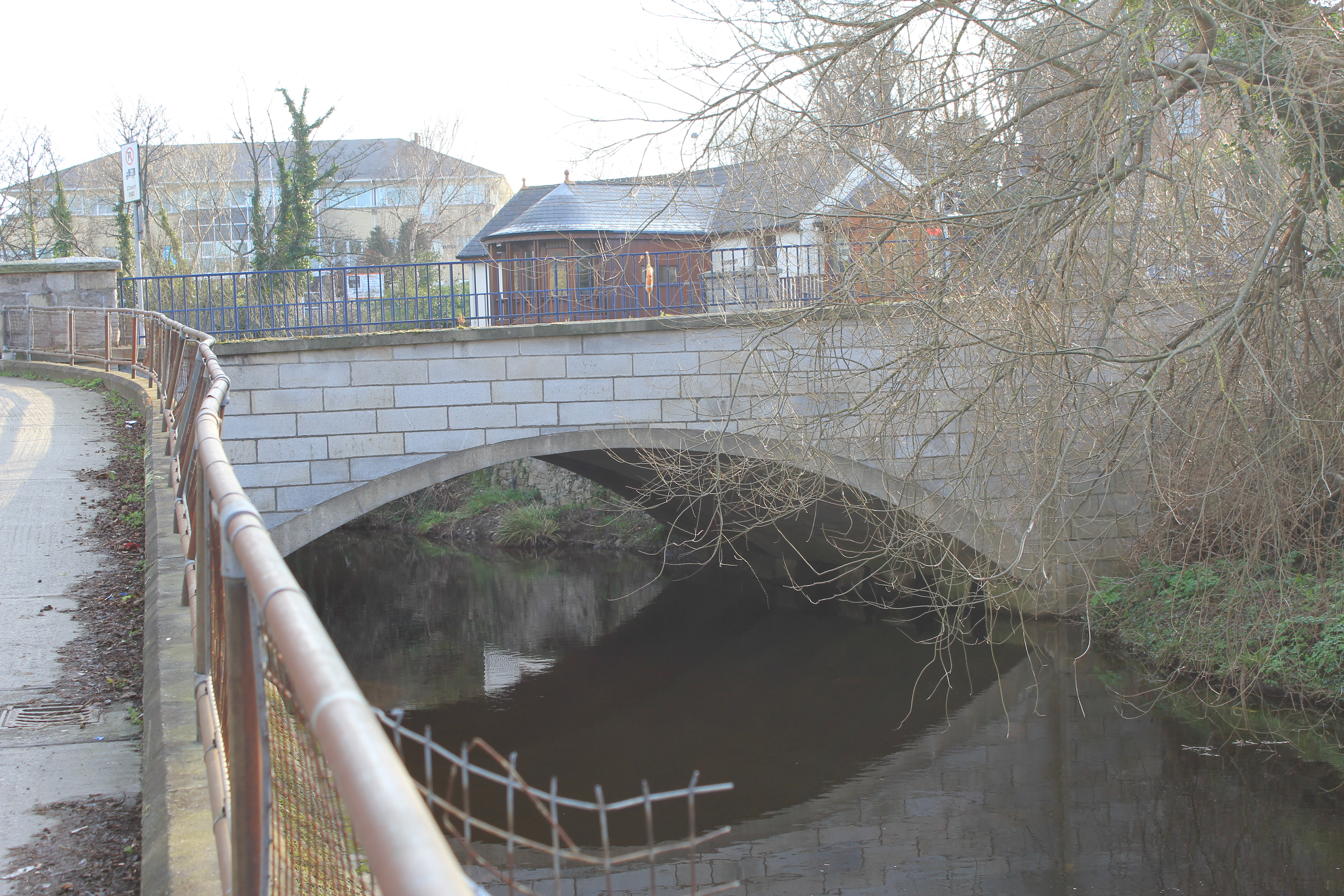
Brücke bei Clonskeagh

Die Dodder entspringt in den Bergen der Grafschaft Wicklow an den nördlichen Ausläufern des Bergs Kippure und durchfließt die Grafschaften Wicklow und South Dublin und Dublin selbst, bis sie schließlich im Stadtgebiet von Dublin über die Mündung in die Liffey weiter in die Irische See abfließt.
Wichtigster Zufluss ist der Owendoher River (die sog. kleine Dodder). Ein weiterer Zufluss ist der River Slang (auch: Dundrum River oder Dundrum Slang).
Die Dodder ist 26 Kilometer lang und passiert Tallaght, Firhouse, Templeogue und Rathfarnham, Rathgar sowie schließlich Ballsbridge und Sandymount. 
Am Fluss befanden sich zahlreiche Mühlen, die auch für den Wohlstand in der Umgebung Dublins sorgten.

## Sonstiges
Zwischen März und September wird die Dodder von Anglern befischt. Inzwischen sind auch der Atlantische Lachs und Neunaugen wieder heimisch. Forellen, Bachschmerlen, Europäischer Aal und Dreistachliger Stichling finden sich in dem Gewässer.